# زاون یکم تر-یغیایان
زاون یکم تر-یغیایان (ارمنی: Զավեն Եղիայան Պաղտատցի؛ انگلیسی: Zaven I Der Yeghiayan of Constantinople؛ زاده ۸ سپتامبر ۱۸۶۸ – درگذشته ۴ ژوئن ۱۹۴۷) کشیش ارمنی‌تبار اهل امپراتوری عثمانی که از تاریخ ۱۹۱۳ تا تاریخ ۱۹۲۲ سمت پاتریارک ارمنی کنستانتینوپل را برعهده داشت.

## زندگی‌نامه
وی در ۸ سپتامبر ۱۸۶۸ در موصل به دنیا آمد . . وی در انستیتو آموزشی ملکونیان  (۱۹۲۷–۱۹۲۶) فعالیت می‌کرد. وی در ۴ ژوئن ۱۹۴۷ در سن ۷۸ سالگی در بغداد درگذشت.

## یادداشت
1. ↑  Melkonian Educational Institute